# 米德爾頓 (加利福尼亞州)
米德爾頓（英語：Middleton）是位於美國加利福尼亞州納帕縣的一個非建制地區。該地的面積和人口皆未知。

## 地理
米德爾頓的座標為38°12′24″N 122°15′47″W / 38.20667°N 122.26306°W，而該地的平均海拔高度為16米（即52英尺）。